# Crocodylus halli
Crocodylus halli is een krokodilachtige uit de familie echte krokodillen (Crocodylidae).

## Naam en ontdekkingsgeschiedenis
De soort werd voor het eerst wetenschappelijk beschreven door Christopher M. Murray, Peter Russo, Alexander Zorrilla en Caleb D. McMahan in 2019. Er is nog geen Nederlandse naam voor deze krokodil, die in veel literatuur nog niet wordt vermeld. De soortaanduiding halli is een eerbetoon aan Philip M. Hall, een onderzoeker aan de Universiteit van Florida. Hall vond verschillen in de manier van nesten bouwen en de paring tussen de noordelijke en zuidelijke populaties van de Nieuw-Guinese krokodil (Crocodylus novaeguineae). Later onderzocht hij de schedels van de dieren maar hij overleed voor hij zijn werk kon voltooien.
Murray en McMahan pakten het onderzoek op in 2014 en onderzochten 51 schedels van de krokodil waarvan sommigen 90 jaar oud waren. Ze onderzochten hierbij zeven verschillende museumcollecties, geen enkel exemplaar was van een recent in het wild gevangen dier. Op basis van hun bevindingen werd uiteindelijk in 2019 de nieuwe soort voorgesteld.

## Verspreiding en habitat
Crocodylus halli komt voor in delen van Azië en leeft endemisch in Papoea-Nieuw-Guinea en alleen in het zuiden van het land. In het noorden komt de bekendere Nieuw-Guinese krokodil, die sterk verwant is en ook lastig te onderscheiden is. De habitat bestaat uit moerassen, rivieren en meren, de krokodil kan ook worden aangetroffen in estuaria.

## Uiterlijke kenmerken
Crocodylus halli lijkt sterk op de Nieuw-Guinese krokodil (Crocodylus novaeguineae) en verschilt voornamelijk door afwijkende kenmerken aan de schedel. Zo is het voorhoofdsbeen lager, het verhemelte bredere en het bovenkaakbeen korter. Ook heeft de krokodil een kortere en bredere snuit. Daarnaast heeft Crocodylus halli altijd vier postoccipitale platen, dit zijn de platen achter het achterhoofd, waar de Nieuw-Guinese krokodil er vier of zes bezit.

## Voortplanting
De vrouwtjes zetten de eieren af in de regentijd, terwijl de verwante Nieuw-Guinese krokodil aan het einde van het droge seizoen eieren legt. De eieren van Crocodylus halli zijn groter maar het aantal per nest is lager in vergelijking met de Nieuw-Guinese krokodil.